# Jeff Garlin
Jeffrey Todd Garlin (sinh ngày 5 tháng 6 năm 1962) là nam diễn viên, nghệ sĩ hài, đạo diễn và nhà sản xuất phim người Mỹ.

## Thời thơ ấu
Garlin sinh ra tại Chicago, Illinois. Cha ông là Gene còn mẹ ông là Carole (nhũ danh: Crafton) Garlin. Ông lớn lên tại Morton Grove, Illinois. Ông có một em trai là Michael. Garlin là người Do Thái, ông theo học trường Do Thái.